# Ally Sheedy
Pour les articles homonymes, voir Sheedy.
Alexandra Elizabeth Sheedy, dite Ally Sheedy, née le 13 juin 1962 à New York, est une actrice américaine, surtout connue pour ses rôles dans les films The Breakfast Club, St. Elmo's Fire et High Art, pour lequel elle fut récompensée à plusieurs reprises. Elle est membre du Brat Pack. Elle est aussi l'autrice de deux livres.

## Biographie

### Enfance
Sheedy naît à New York d'un père catholique irlandais (John J. Sheedy jr) et d'une mère juive (Charlotte Baum), agent littéraire, impliquée dans les mouvements pour la condition féminine et les droits de la personne. Elle est élevée principalement comme catholique, bien qu'elle se soit plutôt identifiée depuis comme bouddhiste[citation nécessaire] et juive. Ses parents divorcent en 1971 et sa mère révèle en 1980 qu'elle-même est lesbienne. Elle a un frère, Patrick, et une sœur, Meghan.
À l'âge de six ans, elle danse avec l'American Ballet Theatre et à douze ans, elle écrit une histoire pour enfants intitulée She Was Nice to Mice (« Mémoires d'une souricette ») qui se voit publiée par McGraw-Hill et devient un best-seller.
Le 19 juin 1975, elle passe au jeu télévisé To Tell the Truth en tant que jeune écrivain. La même année, sa mère a intenté une poursuite contre les propriétaires du delicatessen Zabar's, à New York, pour avoir omis de la protéger contre une tentative d'agression sexuelle.

### Carrière
Sheedy commence à jouer des rôles dans des productions locales durant son adolescence. Après avoir joué dans plusieurs téléfilms en 1981, ainsi que dans trois épisodes de la série télévisée Capitaine Furillo en 1983, Sheedy fait son début au cinéma dans Bad Boys (1983), un film mettant en vedette Sean Penn. Les années 1980 sont sa période la plus active, avec des rôles dans Wargames (1983), The Breakfast Club (1985) et Short Circuit (1986).
Sa carrière à Hollywood semble avoir été difficile. Elle a affirmé qu'elle a refusé des rôles qui lui étaient proposés parce qu'elle aurait eu à jouer l'objet sexuel.
Dans les années 1990, Sheedy se fait soigner pour une dépendance aux somnifères. Elle s'inspire de cette expérience lorsqu'elle interprète une photographe toxicomane dans le film High Art (1998), étape importante de sa carrière. Elle s'identifie alors beaucoup au personnage de la photographe Lucy Berliner.
En 1999, Sheedy interprète le rôle principal de la comédie musicale Hedwig and the Angry Inch et est la première femme à jouer le rôle de la femme trans allemande Hedwig. Elle quitte ce rôle à la suite de mauvaises critiques.
Elle retrouve son ancienne covedette Anthony Michael Hall, du film The Breakfast Club, lorsqu'elle joue le rôle vedette dans l'épisode Destinée (Playing God) de la série télévisée The Dead Zone en 2003.

### Vie privée
Elle se  marie à l'acteur David Lansbury, le 10 octobre 1992, neveu de l'actrice Angela Lansbury et fils d'Edgar Lansbury, le producteur de la production originale de Godspell. Ils ont un fils, Beckett Lansbury, née le 15 mars 1994. Elle divorce le 9 juin 2009. Précédemment, elle avait eu des relations avec l'acteur Eric Stoltz et le musicien Richie Sambora.

## Filmographie sélective

### Cinéma
- 1983 : Deadly Lessons
- 1983 : Bad Boys
- 1983 : WarGames : Jennifer Mack
- 1984 : Oxford Blues
- 1985 : The Breakfast Club : Allison Reynolds
- 1985 : St. Elmo's Fire
- 1985 : Soleil d'automne (Twice in a Lifetime)
- 1986 : Blue City
- 1986 : Short Circuit : Stephanie Speck
- 1988 : Appelez-moi Johnny 5 (Short Circuit 2) (voix, en version originale (VO) uniquement)
- 1989 : Les années copain
- 1990 : Le Mariage de Betsy, d'Alan Alda
- 1990 : Visions en direct (Fear)
- 1991 : Ta mère ou moi (Only the Lonely)
- 1992 : Maman, j'ai encore raté l'avion ! (Home Alone 2: Lost in New York) (caméo)
- 1993 : Max, le meilleur ami de l'homme (Man's Best Friend)
- 1996 : Panique sur le vol 28 (Deni Patton)
- 1997 : Macon County Jail (Susan Reed)
- 1998 : High Art
- 1999 : I'll Take You There
- 1999 : Advice from a Caterpillar de Don Scardino
- 1999 : Sugar Town
- 2002 : The Interrogation of Michael Crowe
- 2003 : Shelter Island
- 2004 : Noise
- 2007 : Day Zero de Bryan Gunnar Cole
- 2008 : Harold
- 2010 : Welcome to the Rileys

### Télévision
- 1981 : Homeroom de Michael Zinberg (court métrage) : Karen Chase
- 1996 : Au-delà du réel : L'aventure continue (The Outer Limits) : Carter Jones (Épisode 2.04 : L'homme aux yeux violets).
- 1997 : Mère avant l'heure (Country Justice) : Angie Baker
- 2007 : Kyle XY (série télévisée) : Sarah
- 2007 : Les Experts (Saison 7) : Shannon Turner
- 2009 : L'Amour aux deux visages (Citizen Jane) (TV) : Jane
- 2009-2013 : Psych : Enquêteur malgré lui (Psych) (saison 3 épisode 16, saison 4 épisode 16 et saison 5 épisode 16 + saison 7 épisodes 15 et 16) : Mr. Yang
- 2013 : Motive (Saison 3 épisode 2) : Stephanie Carson
- 2014 : Client fatal (Client Seduction) : Melissa Eco

## Distinctions
- Los Angeles Film Critics Association Awards: meilleure actrice (1998) pour High Art
- Independent Spirit Award: meilleur premier rôle féminin (1999) pour High Art
- National Society of Film Critics Awards: meilleure actrice (1999) pour High Art
- MTV Movie Awards: Silver Bucket of Excellence Award (2005) pour The Breakfast Club (partagé avec Molly Ringwald, Judd Nelson, Anthony Michael Hall)